# Мечтать не вредно (фильм, 1991)
«Мечтать не вредно» (фр. On peut toujours rêver; Мечтать можно всегда) — фильм Пьера Ришара, вышедший на экраны в 1991 году.

## Сюжет
Миллиардер Шарль де Буалев очень одинок, и единственным его хобби являются мелкие магазинные кражи, но однажды его ловит парикмахер из бедного квартала Рашид Мерзауи, который оскорбляет Буалева и называет его «носатой сволочью». Мерзауи произвёл на миллиардера такое сильное впечатление, что тот берёт его работать личным парикмахером. Обычный парикмахер откроет для богача новую жизнь: бедные кварталы, простые рестораны, обычных людей, возвращает ему человеческие чувства.

## В ролях
- Пьер Ришар — Шарль де Буалев
- Смайин (Смайин Фаируз)[англ.] — Рашид Мерзауи
- Эдит Скоб — Соланж де Буалев
- Пьер Палмаде — Фредерик де Буалев
- Жак Сейлер — частный детектив Верлинден
- Тьерри Ре — начальник службы безопасности